# Jan Kuropatwa
Jan Kuropatwa z Łańcuchowa herbu Szreniawa (ur. pocz. XV w., zm. 1462) – dworzanin królowej Zofii Holszańskiej, podkomorzy lubelski, starosta sanocki, chełmski i oświęcimski, marszałek dworu królewskiego.
W młodości przywódca napadu rabunkowego na klasztor jasnogórski, w późniejszych latach uczestnik wojny z Zakonem Krzyżackim (1431-1435) i wojny trzynastoletniej, a także dowódca wyprawy przeciwko księciu Janowi IV oświęcimskiemu w 1453. Syn Jaśka (Jana) Kuropatwy z Grodziny i Łańcuchowa (zm. przed 1421 r.), kasztelana zawichojskiego i starosty lubelskiego. Jego synem był Stanisław Kuropatwa (zm. 1520) – starosta lubelski i chełmski, córka (nieznanego imienia) była żoną Piotra Myszkowskiego (1450-1505), hetmana koronnego.

## Życiorys
Jan Kuropatwa urodził się jako syn Jana (Jaśka) Kuropatwy z Grodziny i Łańcuchowa, właściciela tych wsi i starosty w Lublinie oraz w Zawichoście. W młodości przebywał na Wawelu jako dworzanin królowej Zofii Holszańskiej, ostatniej żony Władysława Jagiełły. Po swoim zmarłym w 1421 roku ojcu odziedziczył dwór i majątek w Łańcuchowie pod Lublinem.

### Napad na klasztor jasnogórski
Krótko przed Wielkanocą 1430 roku Jan Kuropatwa razem z Jakubem Nadobnym z Rogowa, Fryderykiem Ostrogskim i Mazowszaninem Rogalą alias Wisselem z Kozolina zebrali grupę zbójców niższego stanu i w Wielkanoc napadli zbrojnie na klasztor na Jasnej Górze w Częstochowie. Motywem tego napadu był głównie rabunek skarbów i cennych przedmiotów, które w klasztorze mieli zostawiać pielgrzymi. Jan Długosz sugeruje, że powodem decyzji o tym napadzie były długi, które pozaciągali młodzi dworzanie. Napastnicy, nie znalazłszy w klasztorze wielkich kosztowności, zrabowali naczynia i sprzęty kościelne, po czym odarli z ozdób obraz Matki Boskiej Częstochowskiej. W czasie rabunku obraz został rzucony na ziemię i rozpadł się na trzy deski, na których został namalowany. Wtedy powstały również ślady cięcia na obrazie. Sprawcy uciekli z łupami, ale zostali szybko schwytani i uwięzieni w baszcie na Wawelu. Nie przebywali tam jednak długo. Jako że wszyscy czterej organizatorzy rabunku byli znanymi na krakowskim dworze rycerzami, poręczyli za nich inni dworzanie, i już 26 maja 1430 zostali uwolnieni. Jan Kuropatwa pod karą 1000 grzywien miał stawić się przed Władysławem Jagiełłą po powrocie króla do Krakowa. Nie wydaje się, aby Jagiełło ukarał Kuropatwę zbyt surowo, bo ten już w styczniu następnego roku przebywał w swoim dworze w Łańcuchowie.

### Wojny krzyżackie
Działania Jana Kuropatwy podjęte w następnych latach motywowane były prawdopodobnie chęcią zmiany skrajnie negatywnej opinii, jaką zdobył tym rabunkiem. Dodatkowych podejrzeń wobec niego dostarczyły pogłoski o przynależności przestępców do ruchu husytów, zwolenników reformy religijnej zapoczątkowanej przez Jana Husa w Czechach. Podejrzenia te były najprawdopodobniej fałszywe, ale przyczyniły się do powstania do dziś żywej legendy o „napadzie husytów na Jasną Górę”, a nawet do rozruchów antyczeskich w Krakowie. Prawdopodobne jest, że Kuropatwa w następnych latach uczestniczył w walkach na Litwie, gdzie książę Świdrygiełło (brat Jagiełły) sprzymierzył się z zakonem krzyżackim przeciw Polsce. Jan z Łańcuchowa prawdopodobnie uczestniczył w walkach w 1431 na Wołyniu i w 1435 na Litwie. Jego dawny wspólnik, Jakub Nadobny z Rogowa, zginął w czasie oblężenia Łucka na Wołyniu w 1431. W czasie bitwy pod Wiłkomierzem, podczas której wojska polsko-litewskie rozgromiły oddziały Świdrygiełły, Jan Kuropatwa wziął do niewoli dwóch ważnych rycerzy krzyżackich, Heinricha von Notlebena i Petera Wesselera, których następnie przetrzymywał w swoim dworze w Łańcuchowie w celu uzyskania za nich okupu. O wykupienie z niewoli rycerze ci poprosili w liście proboszcza Starego Miasta Torunia, prosząc też o wsparcie wielkiego mistrza i landmarszałka inflanckiego. Heinrich von Notleben został wykupiony z niewoli dopiero po dwóch latach, w 1437, za cenę 1600 florenów węgierskich. Wysokość okupu za Petera Wesselera nie jest znana, został on uwolniony w tym samym roku.
W latach pięćdziesiątych XV wieku Jan Kuropatwa uczestniczył też w wojnie trzynastoletniej z Zakonem Krzyżackim. Strategia zmiany negatywnej opinii poprzez działalność wojskową i uczestnictwo w wyprawach wojennych, którą przyjął, okazała się skuteczna. Dodatkowo inwestował on też spore sumy w swoją działalność publiczną – przeznaczył na nią prawdopodobnie większość okupu za krzyżackich rycerzy, dodatkowo pożyczając pieniądze pod zastaw nieruchomości i część z nich sprzedając. Z tych pieniędzy podarował królowi Kazimierzowi Jagiellończykowi w 1459 roku 480 florenów węgierskich na opłacenie wojsk zaciężnych. Król w zamian za to zapisał mu przyszłe dochody  z Chełma, Hrubieszowa i Czerniczyna. W wyniku zasług na wojnach i finansowego zaangażowania w potrzeby króla Jan z Łańcuchowa z powrotem pojawił się jako dworzanin królewski. W 1439 uczestniczył w konfederacji szlacheckiej zawiązanej przez Spytka z Melsztyna.

### Kariera na dworze królewskim
W latach 40. XV wieku rozwój dworskiej kariery Jana Kuropatwy pozwolił mu zając szereg ważnych i prestiżowych stanowisk państwowych. W 1439 został nominowany przez Władysława III Warneńczyka na urząd podkomorzego lubelskiego. W latach 1442–1446 sprawował też urząd starosty sanockiego, w 1447 na krótko został starostą chełmskim, a w 1455 uzyskał ten urząd na stałe w nagrodę za zasługi wojenne. W roku 1441 uczestniczył w zjeździe panów polskich i litewskich w Parczewie, w latach 1455-1459 pełnił funkcję marszałka nadwornego.
W roku 1452 nastąpił atak wojsk książąt oświęcimskich Jana IV oświęcimskiego i Przemysła toszeckiego na Małopolskę. Władcy księstwa oświęcimskiego, będącego lennem króla Czech, wykorzystali rozprzestrzeniającą się w Małopolsce zarazę, przed którą schronili się broniący tych terenów rycerze. Najechawszy oddziałem 900 rycerzy tereny pograniczne zniszczyli i złupili miasta aż do okolic Krakowa. Następnego roku Kazimierz Jagiellończyk wysłał przeciwko Janowi Oświęcimskiemu oddziały wojsk królewskich pod dowództwem Jana Kuropatwy, starosty lubelskiego Jana Szczekockiego z Wojciechowa i Piotra Szafrańca. Ten ostatni posiadał opinię znacznie gorszą niż we wcześniejszych latach Jan Kuropatwa. Szafraniec, starosta siewierski i syn podkomorzego krakowskiego Piotra Szafrańca Młodszego, zajmował się regularnym rozbojem, rabował posiadłości swoich sąsiadów i napadał na kupców. W 1453, wysłany przez króla na księstwo oświęcimskie, oblegał i zdobył zamek w Malcu, ale zwrócił go księciu w zamian za 2000 czerwonych złotych okupu. W tym samym czasie Jan Kuropatwa i Jan Szczekocki oblegali zamek w Oświęcimiu, który zdobyli, zmuszając Jana oświęcimskiego do kapitulacji. Król polski Kazimierz Jagiellończyk w nagrodę przyznał Janowi Kuropatwie tytuł starosty oświęcimskiego i burgrabi tamtejszego zamku.